# Une journée
Pour plus de détails, voir Fiche technique et Distribution.
Une journée est un film franco-suisse réalisé par Jacob Berger en 2006 et sorti en 2007.

## Synopsis
Serge est journaliste dans une radio suisse. Il est marié à Pietra, avec qui il a un fils de 8 ans, Vlad. Une journée pluvieuse d'hiver démarre mal pour Serge : au petit matin, avant de rejoindre la radio pour y présenter son journal, il subit un accrochage au volant de sa voiture. C'est le début d'un engrenage qui le déstabilise.
Cette journée est vue successivement par Serge, puis par Pietra, enfin par Vlad. Autour de ces 3 personnages, une pièce essentielle : la très belle Mathilde, maîtresse de Serge et mère de Manon.

## Fiche technique
- Titre : Une journée
- Réalisation : Jacob Berger
- Producteur : Ruth Waldburger
- Scénario : Jacob Berger, Noémie Kocher
- Sortie :
  -  Suisse (francophone) : août 2007
  -  France : 20 mai 2009
- Pays : France, Suisse

## Distribution
- Bruno Todeschini : Serge
- Natacha Régnier : Pietra, la femme de Serge
- Noémie Kocher : Mathilde, la maîtresse de Serge
- Louis Dussol : Vlad, le fils de Serge et de Pietra, 8 ans
- Amélia Jacob : Manon, la fille de Mathilde
- Zinedine Soualem : l'inspecteur Haddid
- Hiro Uchiyama : le Japonais
- Isabelle Caillat : Elena, l'assistante de Serge à la radio, et sa « 2e maîtresse »
- Katya Berger : la femme du bus
- Roberto Bestazzoni : un autre inspecteur
- Delphine Lanza : la directrice du musée

## Distinction
- Festival des films du monde de Montréal 2007 : Prix de la mise en scène[1]